# Синтаксическая ошибка (программирование)

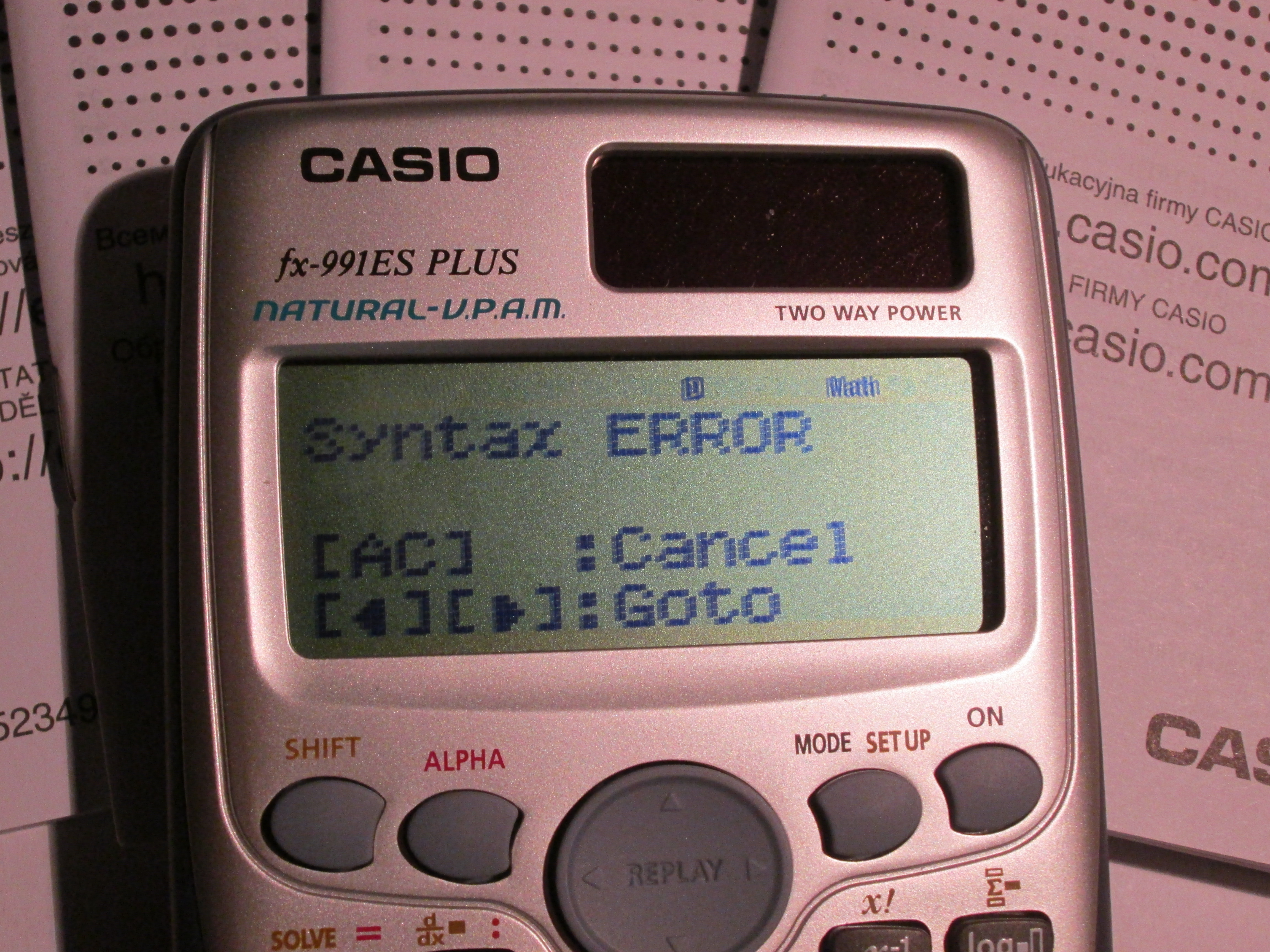
Синтаксическая ошибка в научном калькуляторе

В информатике, синтаксическая ошибка относится к ошибке в синтаксисе последовательности символов или токенов, которая записана на определенном языке программирования.
В компилируемых языках программирования синтаксические ошибки выявляются строго во время компиляции. Программа не будет компилироваться, пока все синтаксические ошибки не будут исправлены. Для интерпретируемых языков программирования, однако, не все синтаксические ошибки могут быть обнаружены во время выполнения и они не обязательно могут быть синтаксическими, но и логическими; во многих программах такие ошибки не обнаруживаются никогда.
В 8-разрядных домашних компьютерах, которые использовали интерпретатор языка Бейсик в качестве основного пользовательского интерфейса, сообщение СИНТАКСИЧЕСКАЯ ОШИБКА было малопонятным, так как это была реакция на любой ввод пользователя, который интерпретатор не мог разобрать.
Синтаксическая ошибка может возникать при некорректном вводе уравнения в калькулятор. Это может быть вызвано, например, путём открытия скобок без их закрытия, или, реже, вводом нескольких десятичных разделителей подряд. 

Компилятор ставит флаг в строке, где совершена синтаксическая ошибка.
В Java синтаксически правильная постановка:
System.out.println("Hello World");
А эта нет:
System.out.println(Hello World);
В C++ синтаксически правильная постановка:
std::cout<<"Hello, World";
А эта нет:
std::cout<<Hello, World;